# Presskeramik
Unter einer Presskeramik versteht man in der Zahnmedizin und Zahntechnik ein Verfahren zur Herstellung von vollkeramischen Kronen und Brücken. Hierzu wird ein zahnfarbener Keramikblock, den es in verschiedenen Zahnfarben gibt, durch Druck und Hitze transformiert und in eine druck- und hitzestabile Hohlform eingepresst. Hierzu wird die Krone analog zum Gussverfahren in Wachs modelliert und anschließend im Wachsausschmelzverfahren hergestellt.

## Herstellung

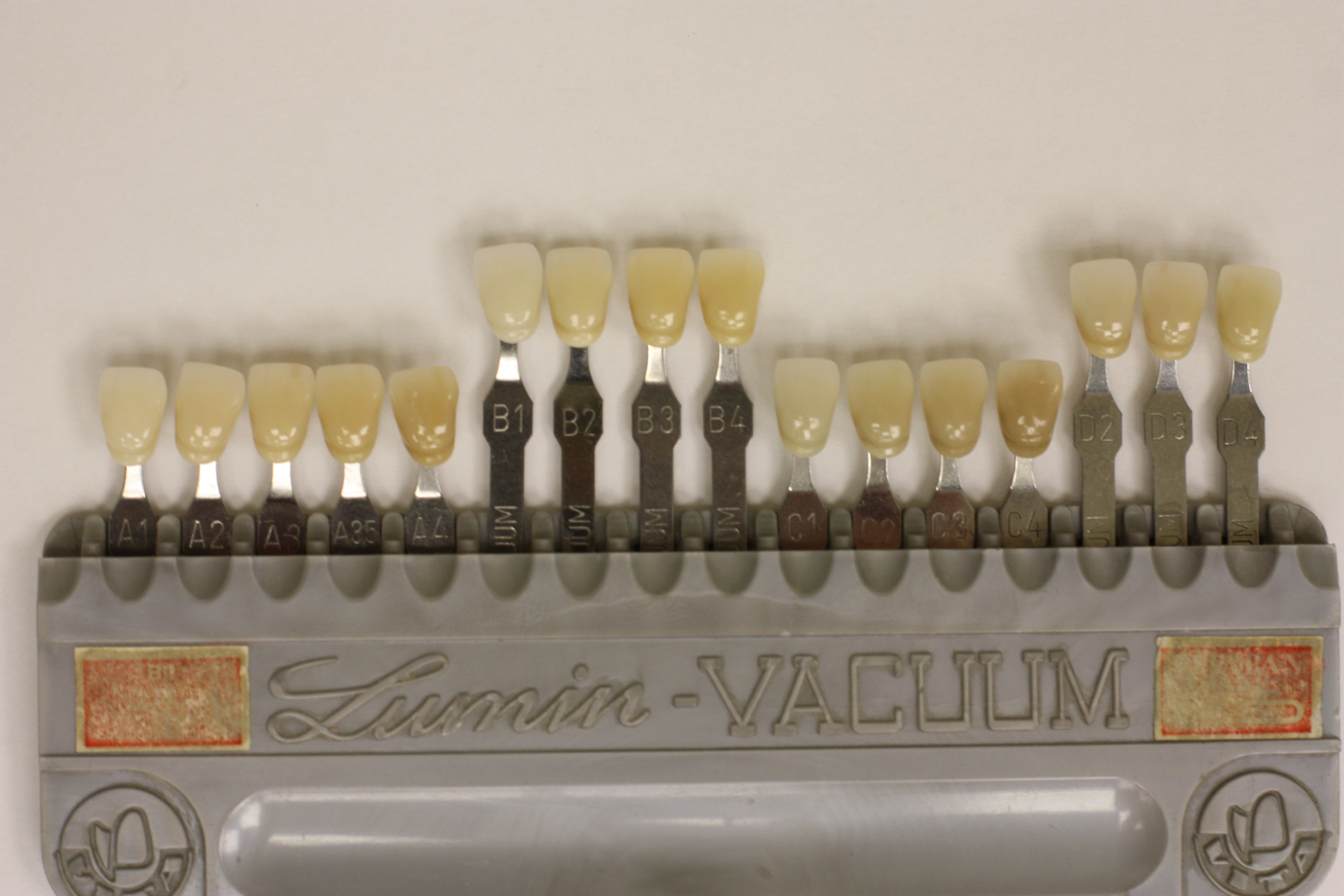
Farbmusterskala für prothetische Rekonstruktionen

Gegenüber der Herstellung eines Metallgussstückes (beispielsweise einer Goldkrone) wird eine spezielle Einbettmasse benötigt. Zudem ist eine verlängerte Ausbrennphase des Wachses erforderlich. Die Muffel wird zusammen mit dem Keramik-Rohling in einem speziellen Ofen langsam auf ca. 1200° C erhitzt. Dann wird die Muffel bei einer Temperatur von ca. 1150 °C in den Pressofen gelegt. Die ausgewählten Keramik-Rohlinge werden in die obere Kammer gegeben und unter einem Druck von ca. 0,4 MPa in die Hohlform gepresst. Der Keramik-Rohling besteht aus einer leucitverstärkten Feldspatkeramik. Der Anteil der Leucitkristalle beträgt 40–50 %.

## Weiterverarbeitung

Auftragen von Keramikmassen während der Herstellung von Keramikrestaurationen

Zwei Techniken können zur Herstellung der endgültigen Restauration angewendet werden, um ein ästhetisch ansprechendes Ergebnis zu erreichen. Ein Zahn enthält verschiedene Farbschattierungen, die nachgeahmt werden sollen, um ein natürliches Aussehen zu erreichen.  Entweder wird das gepresste Werkstück bereits in seiner endgültigen Form hergestellt, um anschließend mit Keramikfarben bemalt zu werden. Nachteilig ist dabei, dass durch Abrasion die dünnen Farbschichten wieder abgetragen werden können. Alternativ kann nur das Grundgerüst in Form eines Käppchens aus Presskeramik gepresst werden. Anschließend werden weitere Keramikschichten in den notwendigen Farbschattierungen auf das Käppchen aufgebrannt, um die endgültige Form und Farbe des Zahnes zu erhalten. Von Vorteil ist, dass die Presskeramik während der zusätzlichen Keramikbrände keine Volumenänderung erfährt und damit die Passgenauigkeit erhalten bleibt.